# Flèche halloise
La Flèche halloise est une course cycliste belge disputée de 1950 à 1981 à Hal située en Région flamande dans la province du Brabant flamand.

## Palmarès
| Année | Vainqueur                  | Deuxième                 | Troisième                  |
| ----- | -------------------------- | ------------------------ | -------------------------- |
| 1950  | Karel De Baere             | Henri Van Kerckhove      | Leopold Verschueren        |
| 1951  | Edward Peeters             | Constant Verschueren     | Frans Sterckx              |
| 1952  | Edward Peeters             | Jean-Baptiste Verpoorten | Henri Van Kerckhove        |
| 1953  | Pino Cerami                | Joseph Plas              | Henri Van Kerckhove        |
| 1954  | Edgard Sorgeloos           | Jean Bogaerts            | Edmond Van Heghe           |
| 1955  | Edgard Sorgeloos           | Pino Cerami              | Julien Cools               |
| 1956  | Edgard Sorgeloos           | Edward Peeters           | Paul Borremans             |
| 1957  | Jozef Schils               | Yvo Molenaers            | Pierre Machiels            |
| 1958  | Joseph Bosmans             | Arnould Flecy            | Kamiel Buysse              |
| 1971  | Frans Verbeeck             | Christian Callens        | Georges Pintens            |
| 1972  | Roger De Vlaeminck         | Romain Maes              | Jan Janssen                |
| 1973  | Dirk Baert                 | Walter Godefroot         | Richard Bukacki            |
| 1974  | Eric Leman                 | Noël Van Clooster        | Ronny Van De Vijver        |
| 1975  | Willy Teirlinck            | Willy Van Malderghem     | Louis Verreydt             |
| 1976  | Willy Scheers              | Jean-Pierre Berckmans    | Eddy Cael                  |
| 1977  | Willy Planckaert           | Geert Malfait            | Frans Van Vlierberghe      |
| 1978  | Jos Van De Poel            | Jos Gysemans             | Jean-Philippe Vandenbrande |
| 1979  | Jean-Philippe Vandenbrande | Rudy Pevenage            | Jozef Devits               |
| 1980  | Willy Teirlinck            | Rudy Colman              | Guido Van Sweevelt         |
| 1981  | Dirk Heirweg               | Walter Dalgal            | Eric Van De Perre          |